# Football Club Infonet
Il Football Club Infonet, comunemente noto come Infonet e dal 2017 ufficialmente abbreviato in FCI Tallinn, è stata una società calcistica estone di Tallinn, attiva dal 2002 al 2017 come indipendente e dal 2018 al 2022 come terza squadra del Levadia Tallinn in II Liiga, la quarta divisione del calcio estone.
Il suo palmarès conta una Meistriliiga vinta nel 2016, una Coppa d'Estonia e una Supercoppa d'Estonia. Ha inoltre raggiunto gli onori della cronaca internazionale il 13 giugno 2015 per aver vinto una partita di coppa nazionale con il risultato di 36-0.

## Storia
Fondato nel 2002 col nome di FC Atletik Tallinn, ha inizialmente militato nelle categorie più basse del campionato estone. Nel 2008 è in III Liiga, quarta serie del campionato estone; al termine della stagione seguente ottenne la promozione in II Liiga.
Alla prima stagione in II liiga si classificò subito secondo nel girone Nord/Est dietro il Puuma Tallinn: vinse poi i play-off superando prima l'HÜJK Emmaste (che si ritirò) e poi il Warrior Valga
Nel 2011, dopo aver cambiato nome in FC Infonet, disputò l'Esiliiga e finì nuovamente in seconda posizione, dietro il Kalev Tallinn, ottenendo la possibilità di disputare i play-off promozione, che perse contro il Kuressaare.
Vinse però l'Esiliiga 2012, ottenendo la promozione in Meistriliiga. Nel primo anno nella massima serie estone ha ottenuto un sesto posto, migliorato con la quinta posizione nella stagione 2014 e con la quarta nel 2015.
Nel 2016 si rivela una delle squadre più competitive e trascorre la maggior parte del campionato al primo posto. I giochi restano aperti fino all'ultima giornata, in cui l'Infonet si presenta con un vantaggio di due punti sul Levadia Tallinn e sul Kalju Nõmme, avversario nell'ultima partita della stagione. Il primo tempo si chiude 1-0 per il Kalju, che si porta momentaneamente al primo posto, mentre il Levadia sta perdendo nel derby contro il Flora Tallinn. Ma nella ripresa l'Infonet ribalta il risultato e vince per 1-2, vanificando così anche la rimonta del Levadia (anch'esso vincitore per 2-1) e conquistando il primo titolo della sua storia, al quarto anno in massima serie.
A fine stagione la squadra prende la denominazione di FCI Tallinn, in ottemperanza alle regole UEFA che non consentono riferimenti a sponsor, salvo casi eccezionali, nel nome ufficiale della squadra.
L'annata 2017 inizia con la vittoria in Supercoppa d'Estonia contro il Flora Tallinn. Il 27 maggio 2017 conquista anche la sua prima Coppa d'Estonia battendo in finale il Tammeka Tartu per 2 a 0. È invece amaro l'esordio in Champions League, con l'eliminazione al primo turno contro i maltesi dell'Hibernians.
Tornando alle competizioni nazionali, disputa un campionato al di sotto delle aspettative che si conclude col quarto posto, a 25 punti di distanza dal Flora Tallinn vincitore.
Subito dopo la fine del campionato, viene avviata la fusione per incorporazione del FCI Tallinn nel Levadia Tallinn. La nuova squadra prende il nome di FCI Levadia Tallinn; poiché questa prosegue la tradizione sportiva del Levadia, che mantiene da parte sua sede, stadio e presidenza, l'Infonet chiude di fatto la propria esperienza in Meistriliiga.
La nuova squadra che ha ripreso il nome di FCI Tallinn è nata dall'unione del Levadia Tallinn Under-19 e della terza squadra dell'ex FCI. Nel 2018 milita in II Liiga e nel corso della stagione si dimostra insieme al Kalev Sillamäe la più accreditata per la vittoria del girone Nord/Est; tuttavia entrambe vengono superate dal Volta Põhja-Tallinn all'ultima giornata e il FCI Tallinn deve disputare gli spareggi contro la seconda dell'altro girone, il Tabasalu. Viene poi escluso dagli spareggi per aver schierato un giocatore non tesserato nella partita d'andata, peraltro persa sul campo (4-0).
Nel 2019 vince il girone Nord/Est, ma fin da subito rinuncia alla promozione in Esiliiga B. Nel 2020 e 2021 arriva terzo.
Il FCI Tallinn si classifica di nuovo primo nel 2022, vincendo anche la finale contro il Paide-3 (primo dell'altro girone), ma come già avvenuto nel 2019 non beneficia della promozione.
Nel 2023 prende la denominazione di FCI Levadia Tallinn Under-19, confermando il completo assorbimento del vecchio Infonet/FCI Tallinn. 

## Palmarès

### Competizioni nazionali
- Campionato estone: 1

2016
- Coppa di Estonia: 1

2016-2017
- Supercoppa di Estonia: 1

2017
- Esiliiga: 1

2012
- II Liiga: 1

2019 (girone Nord/Est), 2022 (girone Nord/Est)

### Altri piazzamenti
- Coppa di Estonia:

Semifinalista: 2013-2014
- Esiliiga:

Secondo posto: 2011
- II Liiga:

Promozione: 2010

## Statistiche

### Partecipazione ai campionati
Le statistiche comprendono le stagioni a partire dal 2011, anno in cui il club prese ufficialmente il nome di FC Infonet.
| Livello | Categoria    | Partecipazioni | Debutto | Ultima stagione | Totale |
| ------- | ------------ | -------------- | ------- | --------------- | ------ |
| 1º      | Meistriliiga | 5              | 2013    | 2017            | 5      |
| 2º      | Esiliiga     | 2              | 2011    | 2012            | 2      |
| 4º      | II Liiga     | 5              | 2018    | 2022            | 5      |

## Organico

### Rosa 2017
Rosa aggiornata a luglio 2017
| N. |                    | Ruolo | Calciatore             |
| -- | ------------------ | ----- | ---------------------- |
| 1  | Estonia (bandiera) | P     | Matvei Igonen          |
| 2  | Estonia (bandiera) | D     | Andrei Kalimullin      |
| 3  | Estonia (bandiera) | D     | Roman Nesterovski      |
| 4  | Estonia (bandiera) | D     | Vladimir Avilov        |
| 5  | Ghana (bandiera)   | D     | Ofosu Appiah           |
| 7  | Estonia (bandiera) | D     | Aleksandr Volodin      |
| 8  | Estonia (bandiera) | A     | Vladimir Voskoboinikov |
| 9  | Russia (bandiera)  | C     | Evgenij Charin         |
| 10 | Armenia (bandiera) | C     | Aleksandr Tumasyan     |
| 11 | Russia (bandiera)  | C     | Kirill Nesterov        |
| 12 | Estonia (bandiera) | D     | Aleksandr Kulinitš     |

| N. |                    | Ruolo | Calciatore          |
| -- | ------------------ | ----- | ------------------- |
| 15 | Estonia (bandiera) | A     | Eduard Golovljov    |
| 16 | Estonia (bandiera) | P     | Mihhail Lavrentjev  |
| 18 | Estonia (bandiera) | C     | Vladislav Ogorodnik |
| 20 | Estonia (bandiera) | C     | Pavel Dõmov         |
| 21 | Russia (bandiera)  | C     | Sergei Tumasyan     |
| 22 | Estonia (bandiera) | A     | Artur Rättel        |
| 23 | Estonia (bandiera) | D     | Dmitri Kruglov      |
| 26 | Estonia (bandiera) | C     | Timur Bulavkin      |
| 27 | Estonia (bandiera) | C     | Aleksandr Dmitrijev |
| 99 | Estonia (bandiera) | A     | Albert Prosa        |

### Rosa 2016
| N. |                    | Ruolo | Calciatore             |
| -- | ------------------ | ----- | ---------------------- |
| 1  | Estonia (bandiera) | P     | Matvei Igonen          |
| 2  | Estonia (bandiera) | D     | Andrei Kalimullin      |
| 4  | Estonia (bandiera) | D     | Vladimir Avilov        |
| 5  | Ghana (bandiera)   | D     | Michael Ofosu-Appiah   |
| 6  | Ghana (bandiera)   | C     | Aminu Draman           |
| 7  | Estonia (bandiera) | D     | Aleksandr Volodin      |
| 8  | Estonia (bandiera) | A     | Vladimir Voskoboinikov |
| 9  | Russia (bandiera)  | C     | Evgenij Charin         |
| 10 | Estonia (bandiera) | C     | Sergei Mošnikov        |
| 12 | Estonia (bandiera) | D     | Aleksandr Kulinitš     |

| N. |                    | Ruolo | Calciatore          |
| -- | ------------------ | ----- | ------------------- |
| 14 | Estonia (bandiera) | C     | Denis Vnukov        |
| 15 | Estonia (bandiera) | A     | Eduard Golovljov    |
| 16 | Estonia (bandiera) | P     | Mihhail Lavrentjev  |
| 20 | Estonia (bandiera) | C     | Pavel Dõmov         |
| 21 | Russia (bandiera)  | C     | Sergei Tumasyan     |
| 22 | Estonia (bandiera) | A     | Artur Rättel        |
| 23 | Estonia (bandiera) | D     | Dmitri Kruglov      |
| 25 | Estonia (bandiera) | P     | Maksim Zelentsov    |
| 27 | Estonia (bandiera) | C     | Aleksandr Dmitrijev |
| 33 | Estonia (bandiera) | C     | Nikolai Mašitšev    |